# Grabplatte für Marie de Sacy

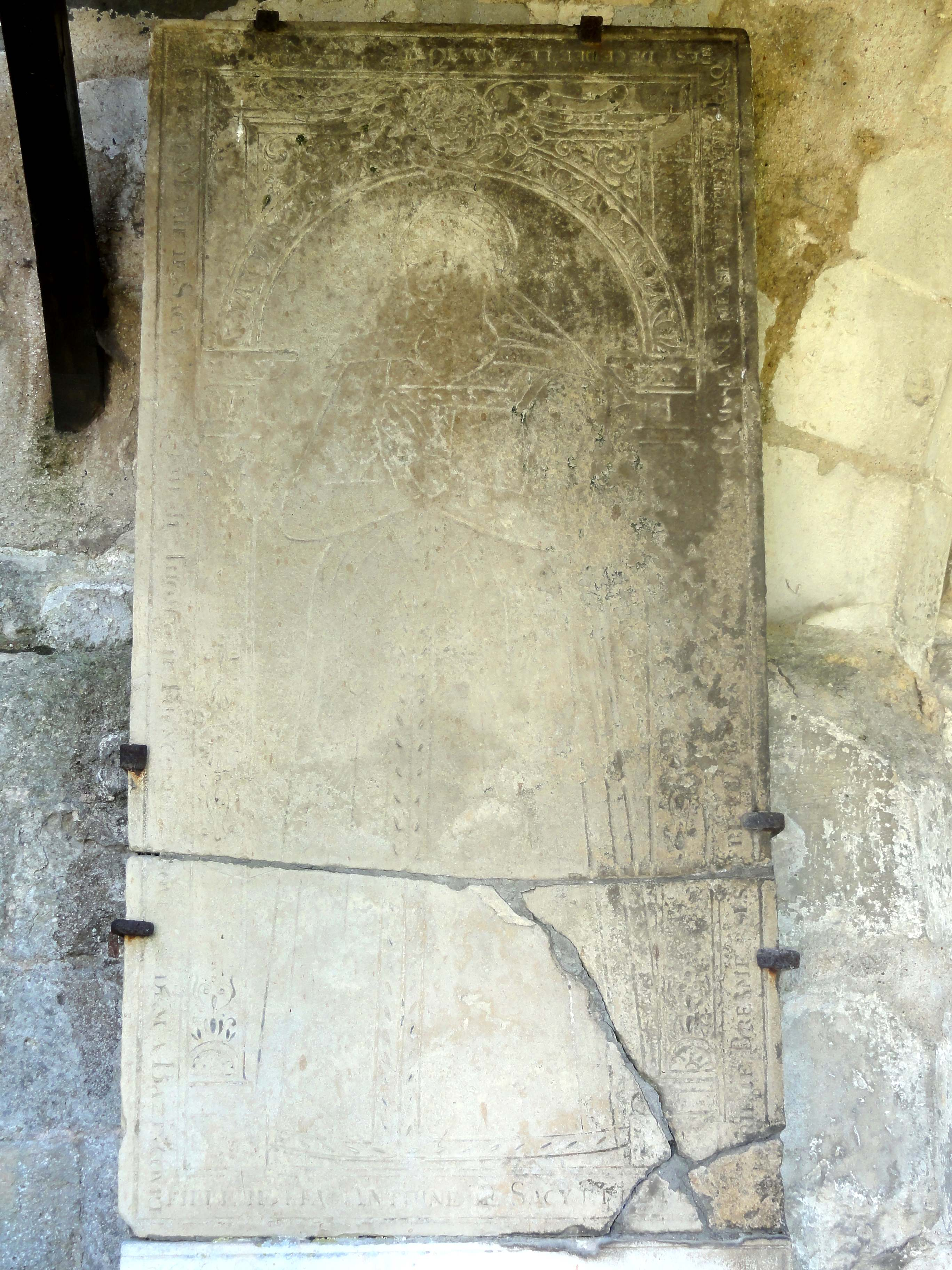
Grabplatte für Marie de Sacy in Bazicourt

Die Grabplatte für Marie de Sacy in der Kirche St-Nicolas von Bazicourt, einer französischen Gemeinde im Département Oise in der Region Hauts-de-France, wurde 1631 geschaffen. Die Grabplatte wurde im Jahr 1913 als Monument historique in die Liste der denkmalgeschützten Objekte (Base Palissy) in Frankreich aufgenommen.
Auf der Grabplatte aus Kalkstein wird die Verstorbene betend in Form eines Ritzbildes dargestellt. Sie wird von einem Architekturdekor mit Bogen und Pilastern umgeben. Am Rand ist eine Inschrift mit der Jahreszahl 1631 erhalten. 
Die Grabplatte ist in mehrere Teile zerbrochen und der Dekor ist beschädigt.